# Selenča
Selenča (en serbe cyrillique : Селенча ; en hongrois : Bácsújfalu) est une localité de Serbie située dans la province autonome de Voïvodine. Elle fait partie de la municipalité de Bač dans le district de Bačka méridionale. Au recensement de 2011, elle comptait 2 815 habitants, à plus de 90 % Slovaques.
Selenča est officiellement classée parmi les villages de Serbie.

## Démographie

### Évolution historique de la population
| 1948  | 1953  | 1961  | 1971  | 1981  | 1991  | 2002  | 2011  |
| ----- | ----- | ----- | ----- | ----- | ----- | ----- | ----- |
| 3 800 | 3 999 | 4 155 | 4 057 | 4 008 | 3 705 | 3 279 | 2 815 |

|  |